# 南郷コミュニティ交通
南郷コミュニティ交通（なんごうコミュニティこうつう）とは、青森県八戸市の南郷（旧：三戸郡南郷村）で運行する廃止代替バス（『南郷コミュニティバス』）・廃止代替型乗合タクシー（『南郷コミュニティタクシー』）の通称である。

## 概要
南郷村内ではこれまで南部バスによって長年運行されてきたが、2005年の八戸市への合併後以降、利用客の減少などによる採算性の悪化が見込まれることなどから、同年9月30日の運行をもって市からの補助金の大幅な削減を目的に、市ノ沢連絡線（島守経由）の砂篭～南郷区役所前間及び市内から二ツ家を経由して村内へ向かう路線のうちの枝線区間が廃止されたことから、同地域における交通確保を目的として、翌10月1日からは市が三八五交通に委託して『南郷コミュニティバス』の運行を開始した。ところが、運行開始以降も利用率が低迷していたことから、その後に運行方法などを見直し、2007年1月4日からはコミュニティバスとコミュニティタクシーに再編され、現在に至っている。

## 南郷コミュニティバス

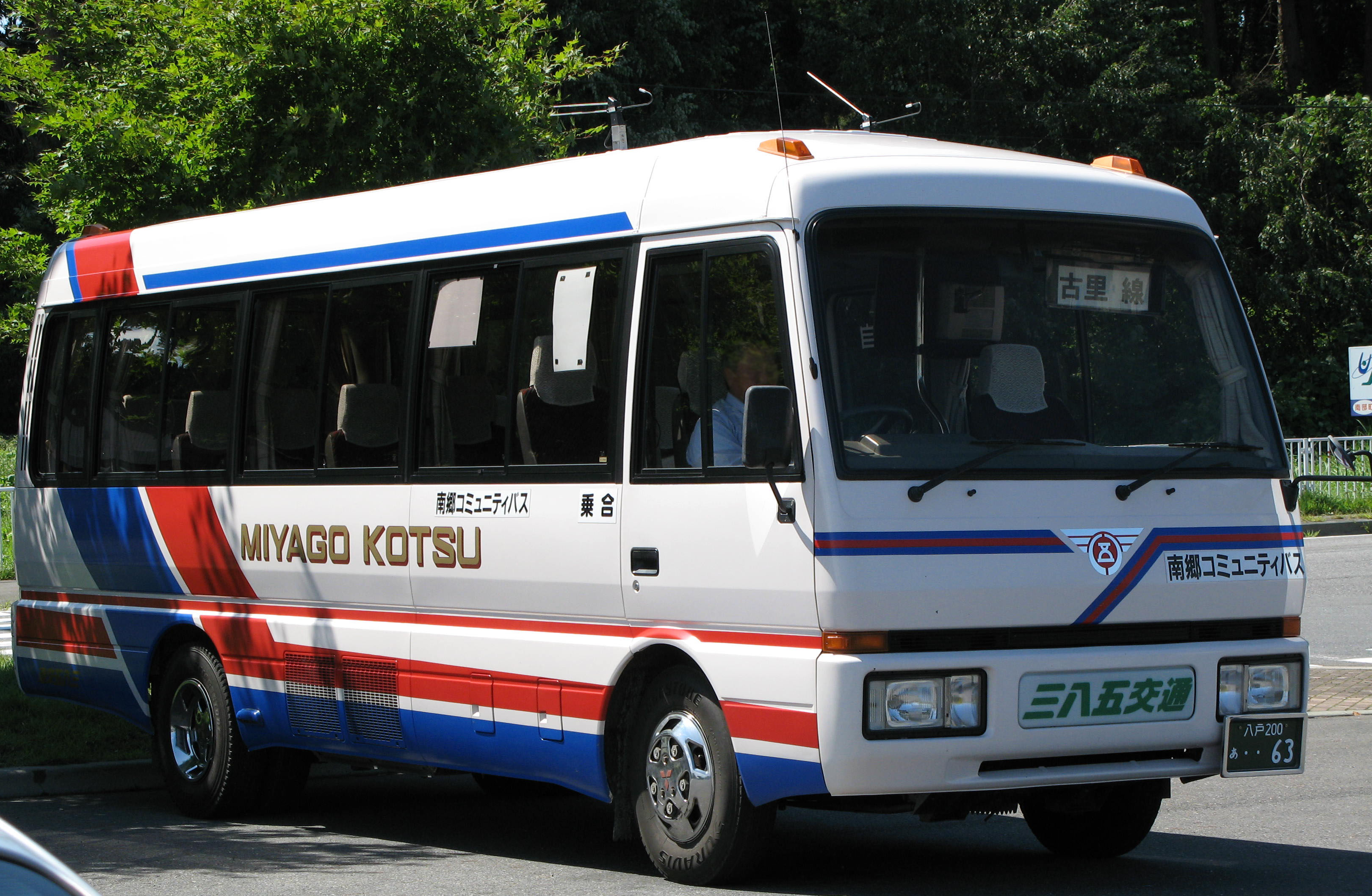
南郷コミュニティバスの車両

運行委託：三八五交通
この路線では誰でも利用が可能である。

### 利用方法
運賃は、中学生以上：100円、小学生：50円、6歳未満の未就学児童は無料となる。
また、『道の駅』バス停にて、八戸市中心部方面及び軽米方面からの南部バスと接続する。
なお、各路線とも曜日毎によって異なっており、毎週日曜・祝日と第1・3・5土曜及び年末年始期間（12月29日～翌年1月3日の間）は全便運休となる。

### 路線
ここでは主要停留所のみ掲載する。なお全停留所については#外部リンクを参照のこと。

#### 頃巻沢線
毎週月曜・水曜・金曜のみ運行。
- 下頃巻沢1 - 高山神社入口 - 沢代 - 島守支所前 - 荒谷 - 虚空蔵前 - 診療所 - 区役所前 - 道の駅

#### 泉清水線
毎週月曜・水曜・金曜のみ運行。
- 道の駅 - 泉清水 - 中野 - 道の駅 - 泥障作 - 診療所 - たちばな接骨院（ - 区役所前 - 道の駅）

#### 七枚田線
毎週月曜・水曜・金曜のみ運行。
- 道の駅 - 鮫ノ口 - 大森1 - 世増団地中央 - 七枚田 - 大渡集会所前 - 市野沢 - 道の駅（ - 診療所 - 市野沢 - 道の駅）

#### 田代線
毎週火曜・木曜及び第2・4土曜のみ運行。
- 土折 - 田代新田 - 東台団地 - 島守十文字 - 虚空蔵前 - 診療所 - 道の駅

#### 大平線
毎週火曜・木曜及び第2・4土曜のみ運行。
- （行き）人形森入口 → 大平1 → 中野 → 下洗 → 診療所 → 道の駅
- （帰り）南六クリニック → 診療所 → 道の駅 → 下洗 → 中野 → 大平1 → 人形森入口 → 道の駅

#### 古里線
毎週火曜・木曜及び第2・4土曜のみ運行。
- 道の駅 - 虚空蔵前 - 島守十文字 - 古里公民館前 - 滝の平 - 姉市沢 - 下相野 - 島守十文字 - 虚空蔵前 - 診療所 - 道の駅

## 南郷コミュニティタクシー
運行委託：日の出タクシー
（※：予約受付業務は三八五交通が受託）

### 利用方法
利用者宅から「道の駅」または「島守十文字」との間を結ぶ乗合タクシーである。
なお本路線では南郷区内在住の方で、事前登録制の相乗利用となっている。利用前に電話で利用者登録をし、登録後は乗車予約・乗車券の購入が必要となる。なお、利用料は300円/1人となっている。